# Cecilie Greve
Cecilie Greve, née le 19 janvier 1992 à Roskilde, est une handballeuse internationale danoise.
Avec l'équipe du Danemark, elle participe notamment au championnat du monde 2013 en Serbie qu'elle termine à la troisième place.

## Biographie
À l'intersaison 2015, elle quitte Odense pour rejoindre Randers HK.

## Palmarès

### En club
compétitions nationales
- vainqueur de la coupe du Danemark en 2017 (avec Randers HK) et 2019 (avec Nykøbing Falster Håndboldklub)

### En sélection
championnats du monde
- troisième du championnat du monde 2013

autres
- vainqueur du championnat d'Europe junior en 2011[5]
- vainqueur du championnat d'Europe jeunes en 2009[6]